# Олександр Гордон, 2-й герцог Гордон

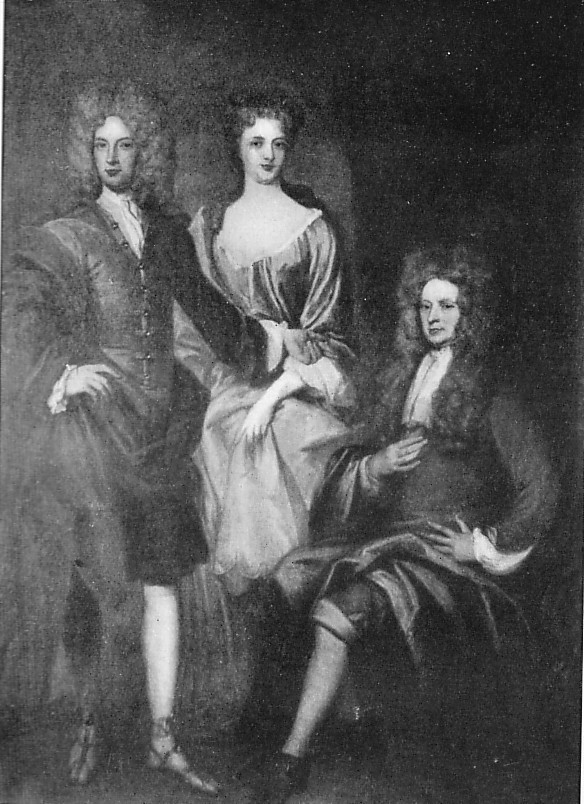
Джордж Гордон — І герцог Гордон зі своїм сином Олександром (згодом II герцог Гордон) і дочкою — Джейн Гордон — герцогиня Перт.

Герб герцогів Гордон — герцогів Річмонда та Леннокса.

Олександр Гордон — II герцог Гордон (1678 — 28 листопада 1728) — шотландський аристократ, генерал, вождь клану Гордон, володів титулами — граф Ензі (до 1684), маркіз Гантлі (1684—1716).

## Життєпис
Олександр Гордон був сином Джорджа Гордона, І герцога Гордона і леді Елізабет Говард — дочки герцога Норфолка. Дотримувався римо-католицького віросповідання. Під час повстання якобітів у 1715 році підтримав повстанців. На битву під Шеріфмуйр він повів загін чисельністю 300 вершників та 2000 багнетів. 12 лютого 1716 року він був розбитий і здався в замку Гордон родичу — Джону Гордону — XVI графу Сазерленду. Олександра Гордона кинули за ґрати в Единбурзький замок і йому загрожувала смертна кара за «державну зраду». Але він отримав помилування. Коли його батько помер, він успадкував землі, маєтки і титул II герцога 7 грудня 1716 року.
Він згадується в піснях про повстання якобітів. Його називали «Півень» — епітет отриманий від традиційного прізвиська вождя клану Гордон — «Півень Півночі».

## Родина
Олександр Гордон одружився з леді Генріеттою Мордаунт (1688—1760) — дочкою Чарльза Мордаунта — ІІІ графа Пітерборо десь до 13 лютого 1707 року. У них були проблеми.

### Діти
- Елізабет Гордон — вийшла заміж за Джона Скеллі
- Катерина Гордон (1713—1791) — одружилася з VII графом Вемісс.
- Енн Гордон (пом.1786) — одружилася з II графом Абердин
- Космо Джордж Гордон — ІІІ герцог Гордон (1721—1752)
- Генерал лорд Адам Гордон (1726—1801) — одружився з Джейн — дочкою Олександра Драммонда з Леннох та Меггінх.